# یانکووو-مووجانووو
یانکووو-مووجانووو (به لاتین: Jankowo-Młodzianowo) یک روستا در لهستان است که در گمینا نوووگرود واقع شده‌است. یانکووو-مووجانووو ۲۰۶ نفر جمعیت دارد.